# Dysidea dubia
Dysidea dubia är en svampdjursart som först beskrevs av Hyatt 1877.  Dysidea dubia ingår i släktet Dysidea och familjen Dysideidae.

## Underarter
Arten delas in i följande underarter:
- D. d. mollior
- D. d. foraminosa
- D. d. excavata